# يافع (كائن حي)

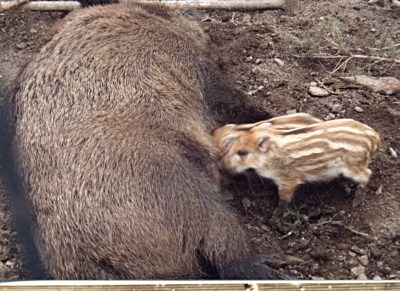
صغير الخنزير البري يقوم بالرضاعة طبيعية من أنثى بالغة. وهنا يمكن أن نرى أن ألوانه تمثل شكلاً من أشكال التمويه

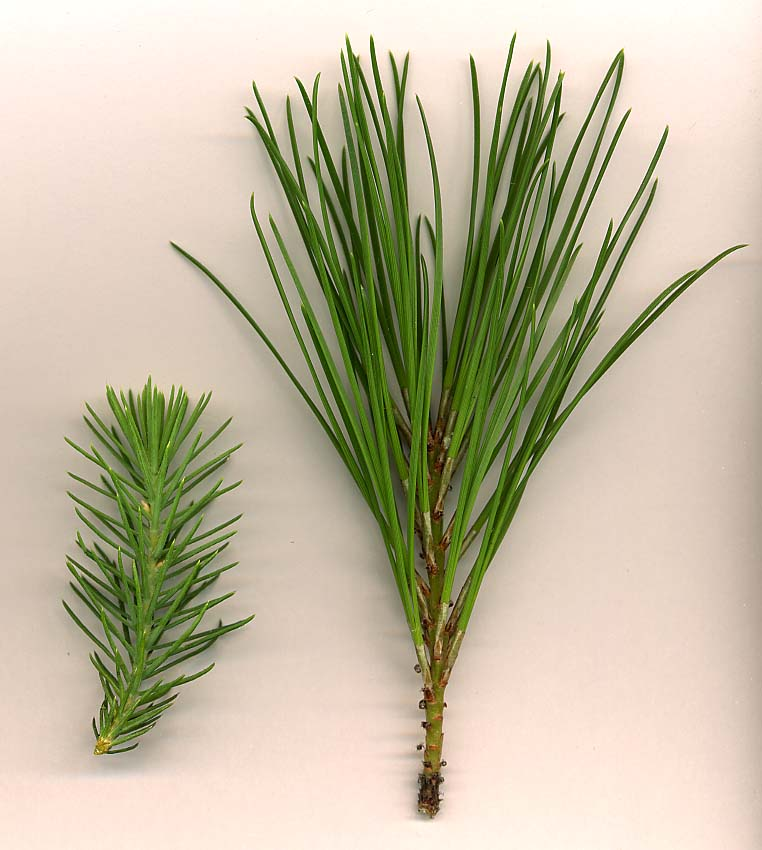
أوراق صنوبر ثمري اليافع على اليسار والبالغ على اليمين

الطور اليفعي هي مرحلة عمرية يمر بها الكائن الحي الذي لم يكن قد وصل لمرحلة الشكل البالغ من حيث النضج الجنسي أو الحجم. غالبًا ما يبدو اليافع بشكلٍ مختلف تمامًا عن الشكل البالغ، تحديداً في اللون، وفي العديد من الكائنات يحمل اليافع اسماً مختلفاً عن اسم الفرد البالغ من نفس النوع.
تصل بعض الكائنات الحية لسن النضج الجنسي بعملية استحالة قصيرة كتشكل عذراء في معظم الحشرات. أما بالنسبة لباقي الكائنات الحية تكون عملية الانتقال من مرحلة المراهقة للنضج الجنسي الكامل أطول كالبلوغ على سبيل المثال، وفي مثل هذه الحالات يسمى اليافع بشبه بالغ أو دون البالغ.
في الطريق إلى مرحلة النضج الكامل تكون العديد من الفقاريات كاملة النضوج ومتوقفة عن النمو، مثل يرقة وحور عين.
أما في اللافقاريات وبعض الفقاريات (مثل عنكبوت)،شكل يرقيّ (مثل شرغوف) غالبا ما تُعد هذه المراحل كمرحلة تطورية بحد ذاتها ويعد الطور اليفعي في هذه الحالة مرحلة ما قبل اليرقة بحيث يكون فيها الكائن غير مكتمل النمو وغير ناضج جنسيا، أما في السلويات ومعظم نبات يشكل جنين مرحلة اليرقة. فاليافع أو العاتق هو الفرد في المرحلة العمرية مابين (الفقس من البيضة أو الولادة أو النتش ) ومرحلة النضج.